# Immobilizer
Immobilizer, pot. unieruchamiacz – stosowane w pojazdach mechanicznych elektroniczne zabezpieczenie przed niepowołanym uruchomieniem pojazdu. 
Z technicznego punktu widzenia jest to elektroniczny kod zapisany w pamięci elektronicznej  (najczęściej urządzenie to jest wbudowane w kluczyku lub jest to dodatkowa „pestka”, którą przykłada się do zamontowanego czytnika). Występują również rodzaje immobilizera, gdzie nie potrzeba fizycznego kontaktu transpondera z układem elektronicznym — są to immobilizery zbliżeniowe.

Kontrolka immobilizera

## Opis działania immobilizera w pojazdach samochodowych
Po włożeniu kluczyka z wbudowanym transponderem (nadajnikiem) do stacyjki i włączeniu zapłonu następuje wymiana sygnałów (danych). Sygnał jest wysyłany z kluczyka do immobilizera (do urządzenia sterującego). Sygnał ten jest analizowany; gdy sygnał się zgadza, immobilizer przesyła swój sygnał do kluczyka zapłonu, który uruchamia w transponderze proces obliczeniowy (sprawdzający). Gdy sygnały są identyczne (w transponderze i urządzeniu sterującym immobilizera), kluczyk zostaje uznany za właściwy. Wówczas immobilizer i urządzenie sterujące pracą silnika wymieniają się sygnałami kodowymi; jeśli są zgodne następuje dezaktywacja blokady, z kolei na blacie licznika, rzadziej na desce rozdzielczej, lampka ostrzegawcza gaśnie. 
Blokady mogą być różne. Najczęściej występuje odcięcie zasilania pompy paliwowej, przez co paliwo nie płynie do silnika lub odcięcie zapłonu, ewentualnie (bardzo rzadko) odcięcie całej elektroniki.
Cała wymiana danych (pomiędzy transponderem, immobilizerem i urządzeniem sterującym pracą silnika) trwa kilka milisekund.

## Efektywność
Badanie z 2016 roku w Economic Journal stwierdza, że immobilizer obniżył ogólny wskaźnik kradzieży samochodów o około 40% w latach 1995-2008. Korzyści w postaci zapobiegniętych kradzieży są co najmniej trzykrotnie wyższe niż koszty instalacji urządzenia.